# 小笠原長高
小笠原 長高（おがさわら ながたか）は、戦国時代の武将。小笠原貞朝の長男。別名は豊若丸、彦五郎。官位は 右馬助、左京大夫。馬伏塚城主。信濃守護の小笠原氏の一族。高天神小笠原氏の祖とされる。
父の貞朝は、先妻の武田氏との間に生まれた長男の長高を廃嫡し、後妻の海野氏との間に生まれた次男の長棟を偏愛し、後継者とした。廃嫡された長高は尾張知多郡に出奔して、後に三河幡豆郡に移り、吉良義堯、ついで今川氏親に仕官する。遠江国浅羽荘を領し、馬伏塚城に住する。享年57。法名は浄願。長男の小笠原春義が家督を継いだ。

## 参考
- 『寛政重脩諸家譜 第7輯 巻第1241』國民圖書、1923年、515頁。doi:10.11501/1082721。